# Сухэ-Батор (аймак)
Сухэ́-Ба́тор (ранее Сухэ-Баторский аймак; монг. Сүхбаатар аймаг?, ᠰᠦᠬᠡᠪᠠᠭᠠᠲᠤᠷ ᠠᠶᠢᠮᠠᠭ?) — аймак в Монголии.

## Общие сведения
Аймак назван в честь национального героя Монголии Дамдина Сухэ-Батора и был образован в 1943 году. Площадь аймака составляет 82 286 км². Численность населения — 51 091 человек (на конец 2010 года). Плотность населения — 0,62 чел./км². Административный центр — город Баруун-Урт. Аймак подразделяется на 13 сомонов.
Экономика Сухэ-Батора основывается почти исключительно на кочевом животноводстве; разрабатываются также месторождения цинка и каменного угля.

## География и животный мир
Сухэ-Батор расположен в восточной части Монголии. Южная его граница является также государственной границей Монголии с Китаем. На западе от него находится аймак Дорноговь, на северо-западе — Хэнтий, на северо-востоке и востоке — Дорнод.
Территория аймака представляет холмистую степь, на юге переходящую в полупустыню. Средняя высота — от 1000 до 1200 метров над уровнем моря. В прошлом в этом регионе происходила активная вулканическая деятельность — на территории аймака Сухэ-Батор, в районе Дарьганга, насчитывается до 220 потухших вулканов. Наиболее высокий из них — Шилийн-Богд (1778 м).
Степи аймака населены газелями-дзеренами, волками, лисами, сурками-тарбаганами. На лежащем в южной части аймака, в районе Дариганга, озере Ганга-Нур гнездятся тысячи водоплавающих птиц. Район вокруг озера объявлен национальным парком.

## Административное деление
| №  | Сомон        | Оригинальное название | Население, чел. (2008) | Население, чел. (2009) | Население центра сомона, чел. (2009) |
| -- | ------------ | --------------------- | ---------------------- | ---------------------- | ------------------------------------ |
| 1  | Асгат        | Асгат                 | 1775                   | 1806                   | 538                                  |
| 2  | Баруун-Урт   | Баруун-Урт            | 15 549                 | 16 249                 | 13 859*                              |
| 3  | Баяндэлгэр   | Баяндэлгэр            | 4560                   | 4568                   | 1169                                 |
| 4  | Дарьганга    | Дарьганга             | 2884                   | 2853                   | 639                                  |
| 5  | Эрдэнэцагаан | Эрдэнэцагаан          | 6309                   | 6439                   | 2813                                 |
| 6  | Халзан       | Халзан                | 1622                   | 1598                   | 566                                  |
| 7  | Мунххаан     | Мөнххаан              | 4335                   | 4213                   | 1189                                 |
| 8  | Наран        | Наран                 | 1466                   | 1477                   | 336                                  |
| 9  | Онгон        | Онгон                 | 3638                   | 3646                   | 1261                                 |
| 10 | Сухэ-Батор   | Сүхбаатар             | 3263                   | 3197                   | 631                                  |
| 11 | Тумэнцогт    | Түмэнцогт             | 2339                   | 2404                   | 1106                                 |
| 12 | Тувшинширээ  | Түвшинширээ           | 3035                   | 3030                   | 610                                  |
| 13 | Уулбаян      | Уулбаян               | 3010                   | 2883                   | 766                                  |

* — Административный центр аймака город Баруун-Урт

## Религия
В аймаке Сухэ-Батор находится старинный буддийский монастырь Эрдэнэмандал-хийд, состоявший из 7 храмов и в котором проживало до тысячи монахов. Монастырь был закрыт в 1938 году.

## Награды
(2022)

## Уроженцы
- Жамсрангийн Ёндон (1923—1992) — монгольский политический, государственный и военный деятель. Министр обороны Монгольской Народной Республики.